# آرتور مینوسیان
آرتور وارکزی مینوسیان (روسی: Артур Варкезович Миносян؛ زادهٔ ۴ اوت ۱۹۸۹ در نووراسییسک) بازیکن فوتبال در پست هافبک ارمنی‌تبار اهل روسیه است.

## باشگاهی
از باشگاه‌هایی که در آن بازی کرده‌است می‌توان به اسپارتاک یوجی‌پی آناپا، کراسنودار-۲۰۰۰، چرنومورتس نووراسییسک، ولگا نیژنی نووگورود و تورپدو مسکو اشاره کرد.